# Мавпячі мізки

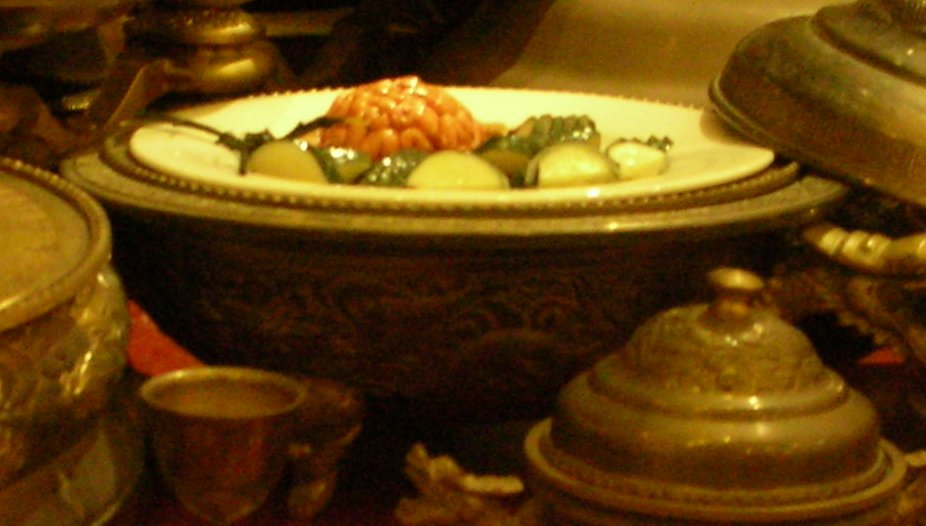
Макет страви з мавпячими мізками в одному з китайських музеїв.

Ма́впячі мі́зки — страва деяких східних кухонь, найчастіше асоційована з китайською, індонезійською та низкою африканських кухонь.
Відповідно до одного джерела, серед деяких груп населення Індонезії існує повір'я, що вживання в їжу мавпячих мізків може вилікувати еректильну дисфункцію, що нібито призводить до масового полювання на мавп.
У масовій культурі Заходу споживання мавпячих мізків часто використовується як символ «екзотичності» або «дикості» східних культур. Вважається, що іноді мізки їдять сирими, відразу після вбивства мавпи або навіть до нього: нібито мавпі вводять наркотики, після чого садять під спеціальний стіл з отвором в центрі — таким чином, щоб майбутнім їдцям була видна тільки верхівка її голови. Верхню частину черепа потім зрізають, після чого їдять мізки ще живої мавпи. Ця страва, за деякими повідомленнями, вважається чи не найдорожчою в східно-азійських ресторанах, а в більшості їх нібито подається нелегально. Ніякими серйозними джерелами, проте, реальність подібної практики не підтверджується, а самі подібні повідомлення відносять до категорії міських легенд. На думку британської газети The Guardian, споживання приготованих мізків мертвих мавп може мати місце в реальності, хоча поширеність цього явища дуже мала, тоді як поїдання мізків живих мавп — вигадка.
Попри популярність образу поїдання мавпячих мізків в масовій культурі, реальних фактів використання їх у їжу дуже мало. Відомо, що така традиція існує у камерунського племені аньян: після обрання нового вождя плем'я заганяє горилу, і після її вбивства вождь з'їдає мозок мавпи, а інший високопоставлений член племені з'їдає її серце.
За деякими повідомленнями, мавпячі мізки подавалися до столу в Китаї в період правління династії Цін, проте їх достовірність знаходиться під сумнівом. У 1998 році газета  Apple Daily  опублікувала в Гонконгу серію фотографій, нібито зображують реальне поїдання мавпячих мізків в гонконгському ресторані; до теперішнього часу це єдині подібні фотографії.
Вживання в їжу мізків тварин може привести до зараження пріонними інфекції, такими як хвороба Кройцфельда — Якоба.